# Truman J. Nelson
Truman J. Nelson, född 1911, död 11 juli 1987 i Newburyport, Massachusetts, USA av en hjärtattack, var en amerikansk författare av historiska romaner och essäer, medborgarrättsaktivist och konservator. Hans skönlitterära verk har främst berört ämnen såsom revolution och den "revolutionära moralen" samt antirasism och de mörkhyades kamp i USA.
Nelson var fabriksarbetare fram till fyrtio års ålder, vartefter han helt hängav sig åt författaryrket. Nelson har efter sin död förblivit relativt okänd, förutom bland delar av den svarta delen av den amerikanska befolkningen. Mot slutet av sitt liv kom han dessutom allt mer att ifrågasättas som författare. Trots det har författare som Sean O'Casey och W.E.B. du Bois hyllat hans verk, och han har ett visst erkännande bland andra författare. Conrad Lynn sade bland annat att "du förmodligen är den sista vita mannen som betytt något för den svarta revolutionen."